# Wright & Teague
Wright and Teague (1984) é uma grife de jóias britânica. Seus criadores são os pais da atriz Bonnie Wright, Sheila Teague e Gary Wright.

## História
Gary Wright e Sheila Teague se conheceram na faculdade em 1972 e se casaram em 1977, fundaram a joalheria em 1984 e tiveram seu primeiro filho, Lewis (também designer) e três anos depois, nasceu Bonnie, famosa por seu trabalho em Harry Potter.
A Wright & Teague já fez trabalhos grandiosos em produções para photoshoots e para filmes como Elizabeth, O Diário de Bridget Jones e Harry Potter. Também é citada com frequência em revistas como Vogue, Harper's Bazaar e Vanity Fair.
Atualmente, a Wright & Teague está produzindo uma linha de jóias na Índia, 100% sustentável e patrocinada pela Oxfam, cuja modelo da campanha é sua filha Bonnie, e o fotógrafo, seu filho Lewis.